# Nazioni del Regno Unito
Le nazioni del Regno Unito, spesso chiamate Home Nations o Home Countries, sono quattro nazioni costitutive che formano il Regno Unito di Gran Bretagna e Irlanda del Nord. Il Parlamento del Regno Unito e l'esecutivo si trovano nel palazzo di Westminster, in Inghilterra. Si occupano delle cosiddette reserved matters, alcune materie chiamate "riservate" perché la loro gestione è prerogativa del potere di Westminster. 
Oltre alle reserved matters le due istituzioni amministrano la sfera legislativa per l'Inghilterra, ma non si occupano di aree la cui gestione è stata demandata ai singoli governi separati delle nazioni costitutive (vedansi Parlamento scozzese, Parlamento gallese ed Esecutivo dell'Irlanda del Nord). L'isola di Man e le isole del Canale non fanno parte del Regno Unito e non sono rappresentate nel Parlamento, essendo invece dipendenze della Corona.

## Elenco
| Nome             | Bandiera | Popolazione | Area (km²) | Densita di popolazione (ab./km²) | Capitale  | Assemblea                       |
| ---------------- | -------- | ----------- | ---------- | -------------------------------- | --------- | ------------------------------- |
| Inghilterra      |          | 53.012.456  | 130.395    | 406,55                           | Londra    | -                               |
| Scozia           |          | 5.295.000   | 78.772     | 67,22                            | Edimburgo | Parlamento scozzese             |
| Galles           |          | 3.063.456   | 20.779     | 147,43                           | Cardiff   | Parlamento gallese              |
| Irlanda del Nord |          | 1.810.863   | 13.843     | 130,81                           | Belfast   | Assemblea dell'Irlanda del Nord |
| Regno Unito      |          | 63.181.775  | 243.789    | 259,16                           | Londra    | Parlamento del Regno Unito      |

## Significato
La parola nazione non indica necessariamente indipendenza politica, quindi potrebbe, a seconda del contesto, essere usata per riferirsi sia al Regno Unito o a uno dei suoi costituenti. Perciò, per esempio, il sito web del Primo Ministro Britannico si riferisce a "Nazioni dentro una nazione", affermando: "Il Regno Unito è formato da quattro nazioni: Inghilterra, Scozia, Galles e Irlanda del Nord. Il suo nome completo è Regno Unito di Gran Bretagna e Irlanda del Nord." Questo articolo tratta l'uso del sintagma nazioni costitutive all'interno di quel contesto, ma giova ricordare che, a seconda del contesto, la frase cambia di significato.
Anche se il termine Home Nations è talvolta utilizzato dagli organismi governativi del Regno Unito come l'Ufficio per le Statistiche Nazionali, viene adoperato raramente in altri casi. È sempre più frequente l'utilizzo del solo termine "nazioni". Perciò, il censimento britannico del 2001 chiedeva ai residenti nel Regno Unito la propria "Nazione di nascita" con le opzioni da segnare tra: Inghilterra; Galles; Scozia; Irlanda del Nord; Repubblica d'Irlanda e Altrove; e l'Ufficio per le Statistiche Nazionali dichiara nel proprio glossario che "Nel contesto del Regno Unito ognuna delle quattro suddivisioni principali è detta paese (country)".
L'ambasciata britannica negli Stati Uniti usa nel suo sito web la parola "nazioni" più che "nazioni costitutive": Il Regno Unito è formato da quattro nazioni: Inghilterra, Scozia, Galles e Irlanda del Nord.

### Status distintivi
Tutte e quattro hanno sempre avuto e continuano ad avere variazioni caratterizzanti nello status legislativo e amministrativo, infatti Inghilterra e Scozia erano originariamente Stati indipendenti. Tutte e quattro sono generalmente considerate possedenti nazionalità distinte (un attributo di società civile), anche se non hanno cittadinanza distinta (un attributo di Stato): il passaporto standard del Regno Unito include la dicitura "nationality: British". I cittadini britannici possono considerare se stessi, per esempio, come inglesi, irlandesi, nordirlandesi, scozzesi, gallesi o come britannici di nazionalità.
L'Irlanda del Nord fu la prima componente del Regno Unito ad avere un governo decentrato, sotto il Government of Ireland Act del 1920, finché il Parlamento dell'Irlanda del Nord non fu sospeso nel 1972. Dopo un periodo di diretto controllo (direct rule) da parte del governo del Regno Unito e qualche tentativo di reinstaurare il governo decentrato durante il conflitto nordirlandese, la moderna Assemblea dell'Irlanda del Nord fu stabilita nel 1998 ed è attualmente attiva dopo un numero di periodi di sospensione. La complessa storia dell'Irlanda del Nord ha portato ad una differente visione del suo status. Il termine "provincia" è usato più spesso dagli unionisti e i commentatori britannici per riferirsi all'Irlanda del Nord, ma non dai nazionalisti. Sia gli unionisti che i nazionalisti si riferiscono alle tradizionali nove contee dell'Ulster come a una "provincia".
Scozia e Galles adottarono governi decentrati negli anni '90, ma sono state descritte come nazioni nel loro stesso diritto. Anche se l'Inghilterra manca di un governo decentrato per se stessa, ha un proprio sistema legale (diritto inglese) ed è quasi universalmente pensata come paese o nazione. 
Tutte e quattro le nazioni costitutive del Regno Unito hanno partiti politici che fanno campagna per un ulteriore autogoverno o indipendenza. Nel caso dell'Irlanda del Nord al desiderio di unione con la Repubblica d'Irlanda si unisce un piccolo movimento per l'indipendenza sia dalla Repubblica che dal Regno Unito. In Cornovaglia è attivo il Movimento per l'auto-governo della Cornovaglia, che si è adoperato affinché la Cornovaglia sia riconosciuta come nazione costitutiva del Regno Unito, a differenza del suo status corrente di contea inglese amministrativa. Parimenti tutte e quattro le nazioni hanno anche partiti politici che sostengono o specificatamente fanno campagna per la permanenza dell'unione.

## Termini alternativi
Si adopera occasionalmente il termine nazioni componenti. Gli organi di governo utilizzano talora il termine Home Nations, anche se esso è prevalentemente utilizzato per le suddivisioni di tipo sportivo, come per esempio nel calcio o nel rugby XV (e, ultimamente anche nel rugby XIII), in cui ogni Home Nation ha la sua rappresentativa nazionale (come le nazionali di rugby a 15 di Inghilterra, Scozia, Galles o le nazionali di calcio di Inghilterra, Irlanda del Nord, Galles e Scozia).
Qualche volta le quattro nazioni sono descritte come parti costitutive.

## Cittadinanza
Tutti i cittadini, di qualunque nazione costitutiva, sono titolati della cittadinanza britannica.